# 手鎖

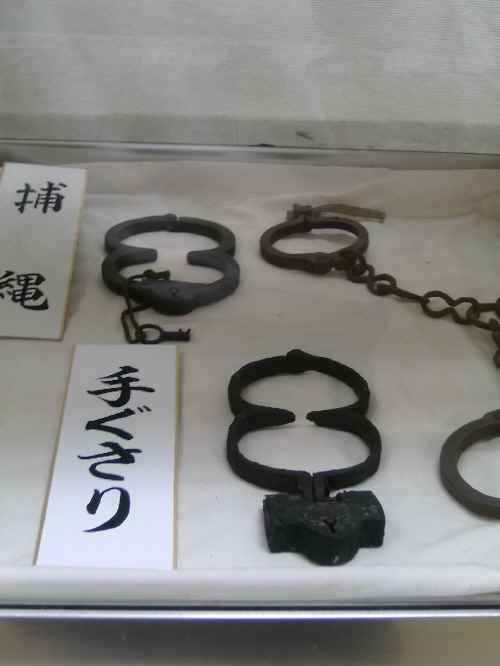
手鎖（川越歴史博物館蔵）

手鎖 （てじょう）は、江戸時代の未決勾留および刑罰。前に組んだ両手に瓢箪型の鉄製手錠をかけ、一定期間自宅で謹慎させる。主に牢に収容する程ではない軽微な犯罪や未決囚に対して行われた。戯作者の山東京伝が1791年に、浮世絵師の喜多川歌麿が1804年にそれぞれ五十日手鎖の刑を受けたことで有名である。

## 概要
刑事罰としての手鎖は罪の軽重によって、三十日、五十日、百日手鎖の3種類があった（過怠手鎖）。三十日、五十日手錠は五日目ごと、百日手錠は隔日で同心が来て封印を点検した。過料に付加されて科される場合も多く、過料を支払えない場合にも手鎖が代わりに科された。執行期間中は家にいることができる場合でも食事や便所にすら人の手を借りねばならず、日常生活全てに支障をきたした。
刑事罰以外でも金公事で敗訴した者が判決に従わない場合に督促の手段として手鎖を嵌められる例や、罪状が重くなく逃亡の可能性が低い未決囚が判決が出されるまでの間に公事宿や町役人・村役人の屋敷にて軟禁された際にも用いられた（吟味中手鎖）。
江戸時代前期には封印を切り離したり手鎖を外したりした罪状で磔や死罪となった例があるものの、御定書百箇条では過怠手鎖を外した者について2倍の日数の手鎖、吟味中手鎖については100日の手鎖、手鎖を外してやった者は過料を科すとしている。ただし油を塗るなどの手段によって封印を破ることなく手鎖を外すことは行われていたとみられる。
明治に元号が変わってからも刑事罰として残り、新治県の興右衛門との民事訴訟の際、実際に事実と異なる答弁書を裁判で提出したことで文書偽造の罪で、当時民部官聴訟権正であった玉乃世履から服部喜平治は明治2年（1869年）に百日手鎖の刑の判決を下され、受刑している（このことのみではないが、これをきっかけに玉乃世履を逆恨みして、明治5年（1872年）8月10日に玉乃世履の殺害未遂事件を起こして、同年9月27日に斬首刑の判決が下され、同日に山田浅右衛門の9代目（最後の首斬役）吉亮により、暴れ回り抵抗したものの51歳の年齢で執行された。）。
その後、明治3年12月（1871年2月）に発布された新律綱領に刑罰としての手鎖は削除されているが、明治4年（1871年）の2月に出された太政官指令により、刑罰としてではなく取り調べや受刑者に対する処罰に用いる拷問道具としての使用を許可している（拷問に関しては、実態は別にしろ公式上は明治12年（1879年）10月8日に出された明治12年太政官布告第42号により廃止している。）。
そして、明治6年（1873年）7月10日に施行された改定律例の第5条より、刑罰に「棒鎖」が登場した。そして、方法は手鎖と異なり、鉄棒を両足に付け、立った状態のまま午前6時から午後6時の間（半日はその半分）で執行されることになった（グァンタナモ米軍基地で行われた拷問の中では、閉所監禁<サイズ大>【狭い場所で座位か立位の状態で最高18時間維持する。】が最も近い。手鎖の場合は、つらい姿勢<足を真っすぐ伸ばして座らせる、膝立ちなど>が最も近い。）。
この刑罰の対象は、笞杖刑で科されようとする者が、70歳以上か重度障害を持つ祖父母か父母を養う者が他にいない場合や罪状が脱獄の場合、笞50回以下は1日、杖60・70回は2日、80回以上は3日に換刑される形で、執行することができた。更に、明治8年（1875年）3月20日に出された司法省布達第4号より、女性に棒鎖は科さずに闇室（最長7日間、光の届かぬ部屋に閉じ込めて、接見を禁じて食事のみ与える。）の刑罰が科されることとなった。
その後、明治15年（1882年）1月1日に施行された旧刑法により、刑事罰としての棒鎖は廃止された。しかし、旧刑法第3条2項より旧刑法施行以前に犯した犯罪で判決が下されていない者に関しては、旧刑法と改定律令・新律綱領を比べて刑罰が軽い方で処罰することになり、明治14年（1881年）12月28日の出された明治14年太政官布告第81号の第13条より、刑罰が棒鎖に当たる者は科されることとなったため、施行後も実施された。
なお、施行直後の同年1月12日に仙台始審裁判所（現・仙台地方裁判所）から棒鎖の刑罰対象の犯罪が既決囚人の逃走のみであるか電報による問い合わせの際、6日後に司法省から、それ以外も対象であると回答している。
その後、明治19年（1886年）に「既決の囚徒逃走す」の罪を犯し岡山始審裁判所津山支庁（現・岡山地方裁判所津山支部）により判決が下された男性を最後に名実共に廃止された。
以後、専ら民間の懲戒用の道具として手鎖が用いられた。